# جدال در زندان
جدال در زندان (به انگلیسی: P Storm) با عنوان اصلی طوفان پی یک فیلم سینمایی در ژانر فیلم زندان، اکشن و جنایی سینمای هنگ کنگ به کارگردانی دیوید لام محصول سال ۲۰۱۹ با بازی لوئیس کو، کوین چنگ، لم فونگ، گوردون لام و کریسی چائو است. این فیلم در تاریخ ۴ آوریل ۲۰۱۹ اکران سینمایی شد. 
دنباله این فیلم با عنوان طوفان جی دسامبر ۲۰۱۹ تولیداش آغاز شد و قرار است در مه ۲۰۲۱ اکران شود.

## داستان
داستان این فیلم دربارهٔ مأموری به نام ویلیام لوک می‌باشد که با پوشش مخفیانه به عنوان یک زندانی وارد یک زندان مخوفی می‌شود تا افسرانی که رشوه می‌گیرند را شناسایی کند. اما…

## باکس آفیس
در چین، این فیلم در مجموع ۷۹۸٬۸۶۳٬۰۰۰ پوند فروش کرد.